# غريغ بكنغهام
غريغ بكنغهام (بالإنجليزية: Greg Buckingham)‏ هو سباح أمريكي، ولد في 29 يوليو 1945 في ريفرسايد في الولايات المتحدة، وتوفي في 11 نوفمبر 1990 بسبب نوبة قلبية.

## وصلات خارجية
- غريغ بكنغهام على موقع الاتحاد الدولي للسباحة (الإنجليزية)
- غريغ بكنغهام على موقع اللجنة الأولمبية الدولية (الإنجليزية)
- غريغ بكنغهام على موقع أوليمبيديا (الإنجليزية)